# Попов, Леонид Ильич
Леонид Ильич Попов (1905—1943) — советский военнослужащий. Участник Великой Отечественной войны. Герой Советского Союза (1944). Сержант.

## Биография
Родился 19 июня (2 июля) 1905 года в селе Рогачёвка (ныне село Новоусманского района Воронежской области Российской Федерации) в крестьянской семье. Русский. Образование незаконченное начальное. В 1930 году Леонид Ильич одним из первых в селе вступил в колхоз, в котором работал до призыва на военную службу.
В ряды Рабоче-крестьянской Красной Армии был призван Новоусманским районным военкоматом Воронежской области в ноябре 1941 года. В боях с немецко-фашистскими захватчиками с конца ноября 1941 года. Воевал в артиллерийском расчёте сначала подносчиком снарядов, затем заряжающим артиллерийского орудия. Весной 1943 года Леонид Ильич окончил полковую школу младших командиров, получил воинскую специальность наводчика артиллерийского орудия. С 9 июля 1943 года младший сержант Л. И. Попов на Воронежском фронте. В составе 2-й батареи 1010-го артиллерийского полка 241-й стрелковой дивизии 27 армии Леонид Ильич участвовал в контрударе войск фронта под Обоянью. Особо отличился в ходе Белгородско-Харьковской операции при отражении танкового контрудара немецко-фашистских войск южнее Ахтырки.
19 августа 1943 года по приказу командования 2-я батарея 1010-го артиллерийского полка выдвинулась на танкоопасное направление в район села Пархомовка Краснокутского района Харьковской области для огневой поддержки 317-го стрелкового полка 241-й стрелковой дивизии. Развернувшись на позициях в ржаном поле, артиллеристы не успели даже как следует окопаться, когда на дороге показалась колонна из 50 немецких танков «Тигр» и самоходных артиллерийских установок «Фердинанд». Орудие, наводчиком которого был Леонид Попов, располагалось на правом фланге батареи всего в 20 метрах от дороги и оказалось ближайшим к противнику. Оно и приняло на себя первый удар немецких танков. Подпустив противника на расстояние 400 метров, расчёт с первого выстрела поджёг головной «Тигр». Когда немецкие машины начали разворачиваться в боевой порядок, расчёт подбил ещё один немецкий тяжёлый танк. Следом в бой вступила вся батарея. Ответным огнём немцы накрыли позиции артиллеристов. В небе появилось до 20 вражеских бомбардировщиков, которые нанесли по позициям советской пехоты и артиллерии бомбовый удар. Немецкие автоматчики предпринимали попытки обойти позиции обороняющихся с тыла. Из всего расчёта в строю остался только сам Леонид Ильич, но орудие было разбито. Соседний расчёт тоже вышел из строя, но их пушка уцелела, и он продолжил вести из неё огонь, в одиночку уничтожив ещё два танка. Его орудие замолчало лишь после прямого попадания вражеского снаряда. После отражения немецкой контратаки тяжело раненого бойца эвакуировали в госпиталь. 
Во второй половине октября 1943 года вернулся в свою часть в звании сержанта, воевавшую на 1-м Украинском фронте в составе 17-го гвардейского стрелкового корпуса 38-й армии, и был назначен на должность командира артиллерийского орудия. 13 ноября 1943 года немецкое командование силами 4-й танковой армии нанесло контрудар по растянутым коммуникациям 1-го Украинского фронта на рубеже Фастов-Брусилов. 18 ноября 1943 года в ходе Киевской оборонительной операции в бою у села Морозовка Коростышевского (ныне Брусиловского) района Житомирской области Украинской ССР, подбив 6 вражеских танков, погиб. 
Похоронен в братской могиле советских воинов на гражданском кладбище села Морозовка Брусиловского района Житомирской области Украины.
Указом Президиума Верховного Совета СССР «О присвоении звания Героя Советского Союза генералам, офицерскому, сержантскому и рядовому составу Красной Армии» от 10 января 1944 года за «образцовое выполнение боевых заданий командования на фронте борьбы с немецко-фашистскими захватчиками и проявленные при этом отвагу и геройство» удостоен посмертно звания Героя Советского Союза.

## Награды
- Медаль «Золотая Звезда» (10.01.1944)
- Орден Ленина (10.01.1944)

## Память
- Его бюст установлен в городе Коростышеве Украины

## Документы
- Общедоступный электронный банк документов «Подвиг Народа в Великой Отечественной войне 1941—1945 гг.» Дата обращения: 27 ноября 2012. Архивировано из оригинала 13 марта 2012 года. № в базе данных 150026732. Дата обращения: 27 ноября 2012. Архивировано 24 января 2013 года., 19985802. Дата обращения: 27 ноября 2012. Архивировано 24 января 2013 года., 27987810. Дата обращения: 27 ноября 2012. Архивировано 24 января 2013 года.
- Обобщенный банк данных «Мемориал». Дата обращения: 27 ноября 2012. Архивировано из оригинала 10 мая 2012 года. ЦАМО, ф. 58, оп. 18001, д. 1177. Дата обращения: 27 ноября 2012. Архивировано 24 января 2013 года., Учётная карточка захоронения ЗУ380-06-309. Дата обращения: 27 ноября 2012. Архивировано 24 января 2013 года., Информация из списка захоронения ЗУ380-06-309. Дата обращения: 27 ноября 2012. Архивировано 24 января 2013 года., Схема захоронения ЗУ380-06-309. Дата обращения: 27 ноября 2012. Архивировано 24 января 2013 года.